# Лебедев, Константин Васильевич (писатель)
Константин Васильевич Лебедев (1921—2002) — советский писатель.

## Биография
Родился в 1921 году в селе Сутяжном Алатырского района Чувашской АССР (ныне село Раздольное Порецкого района).
Окончил Казанский мединститут. Кандидат медицинских наук.
C 1946 года опубликовал несколько рассказов и повестей, а также ряд очерков о казанских физиологах «Миславский» (1951), «Николай Ковалевский» (1954) и других.
Автор романов «Дни испытаний» (1949) и «Люди и степени» (1956).
Член Союза писателей СССР.
Скончался в 2002 году в Казани.

## Некоторые публикации
- Кибяков А. В., Лебедев К. В. Н. А. Миславский (1854—1929). — М.: Медгиз, 1951. — 80 с.
- Лебедев К. В. Люди и степени: Роман. — М.: Советский писатель, 1958. — 420 с. — 30 000 экз. (в пер.)